# Highland Fling

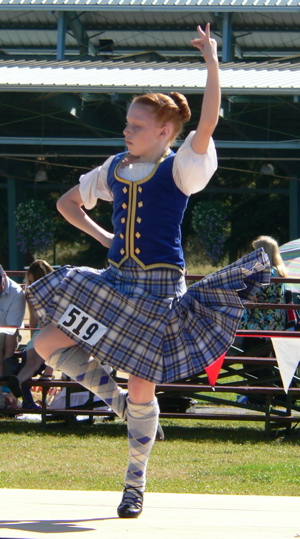
Highland Fling

 Der Highland Fling ist ein schottischer Solotanz. Er ist einer der Tänze des Highland Dancing, die heute meist wettbewerbsmäßig oder als Schautanz getanzt werden. Außerhalb Schottlands, besonders in Irland, wird auch die verwendete Musik (der Strathspey) als „Highland Fling“ oder kurz „Fling“ bezeichnet.

## Form
Der Tanz beinhaltet hauptsächlich athletische Beinarbeit, Sprünge auf der Stelle, sowie einige verschiedene Armpositionen. Heute wird auf Wettbewerben eine Abfolge von vier, sechs oder acht verschiedenen Steps von jeweils 8 Takten Länge getanzt. Der Tanz beginnt immer mit dem First Step (Shedding) und endet mit dem Last Shedding. Die Steps dazwischen können variiert werden bzw. werden auf Wettbewerben von Jahr zu Jahr wechselnd vorgegeben. Folgende Steps sind heute gebräuchlich:
- First Step: Shedding
- Second Step: First Back-Stepping
- Third Step: Toe and Heel
- Fourth Step: Rocking
- Fifth Step: Second Back-Stepping
- Sixth Step: Cross-Over
- Seventh Step: Shake and Turn
- Eighth Step: Last Shedding

Getanzt wird zu Strathspeys, die meist von einem Dudelsackspieler live gespielt werden. Das vom SOBHD empfohlene Tempo beträgt heute 112–124 bpm.

## Geschichte

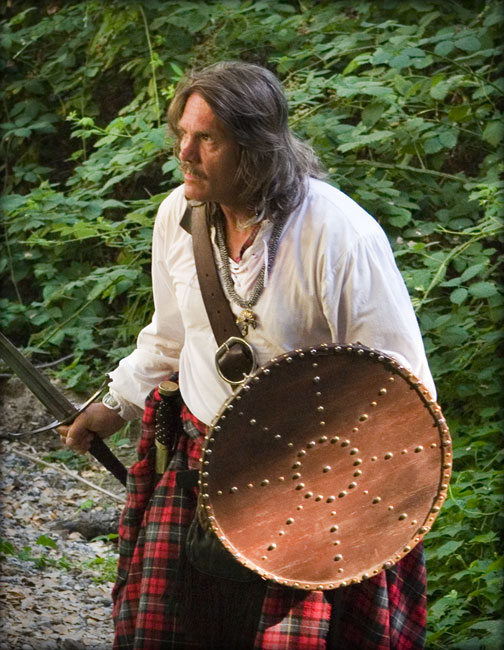
Highlander mit targe

Der Legende nach wurde der Highland Fling früher von den Hochland-Kriegern nach einer siegreichen Schlacht auf einem kleinen Rundschild (engl. targe) getanzt. Da diese Schilde oft eine scharfe Metallspitze in der Mitte hatten, hätte dieser Brauch sehr viel Mut und Geschicklichkeit erfordert.
Tatsächlich entstand der Highland Fling als eigenständiger Tanz erst Anfang des 19. Jahrhunderts. Die erste Erwähnung als eigener Tanz stammt aus dem Jahr 1824, und auf Tanz-Wettbewerben, die in Schottland seit 1783 stattfanden, wurde erstmals um 1840 der Highland Fling getanzt. Davor wurde als „Highland Fling“ kein eigener Tanz bezeichnet, sondern bestimmte Reel-Schritte, die auf der Stelle getanzt wurden („setting“) und sich mit Lauffiguren („travelling“) abwechselten.